# لهجة حلبية
اللهجة الحلبيّة هي إحدى لهجات اللغة العربية المحكيّة في مدينة حلب شمال سوريا وما حولها، تتميز ببعض الكلمات المختلفة عن باقي لهجات سوريا. تأثرت اللهجة الحلبية ببعض المفردات والتعابير التركية، مما أضاف طابعًا مميزًا لها.

## الأصوات الحلبية

### الأصوات الصحيحة
تحافظ اللهجة الحلبية على معظم أصوات الصحة الكلاسيكية (أحرف الأبجدية الثمانية والعشرين) باستثناء:
- الثاء والذال تقسّى إلى تاء ودال أحيانا. وكذلك الظاء (الذال المطبقة) تقسّى إلى دال مطبقة.

مثال: ما بيطلع من تمه غير الكذب /mæ: bətˁlɔʕ mən təmmo ɣe:r l-kaðib/
الأصل: ما بيطلع من ثمه غير الكذب /ma: byitˁlaʕ min θummi-h ɣayr l-kaðib/
- القاف صارت همزة مطبقة مشرّعة /ʔˠ/ (بخلاف الهمزة غير المطبقة المسموعة في مصر وفلسطين). والهمزة المطبقة الحلبية ربما كانت مبلعمة /ʔˁ/ في وقت سابق بدليل سقوطها من بعض الكلمات والتعويض عنها بالبلعمة في ريف حلب (مثل «بقرة» التي تلفظ «بأرة» /bɔrɔ/).
- يسمع إطباق اللام /lˁ/ في كلمة واحدة زيادة عن لهجة دمشق هي كلمة هلّق /hallˁɔʔˠ/ «الآن» لدى بعض السكان، وبسبب هذه الكلمة فإنه قد شاع في الآفاق أن لهجة حلب تفخم اللام وهو كلام غير دقيق، لأن اللام من حروف الترقيق والإمالة في لهجة حلب كما في غيرها.
- حرف السين يلفظ شينا في بعض الكلمات (مثل شطّح «سطّح») وهذا من بقايا اللغة الآرامية والكلمات على هذه الشاكلة قد انقرضت تقريبا ولم يبق منها إلا ثلاث أو أربع كلمات.
- حرف الشين يلفظ في بعض الكلمات القديمة تش /tʃ/ (مثل تشاي «شاي») ويظهر أن هذا جاء من اللغة التركية ولكن رغم هذا تبقى من أقرب اللهجات للفصحى .

### أصوات العلة
أصوات العلة الحلبية هي أساسا نفسها الدمشقية (a,ə,e,o,i,u) ولكن المميز في اللهجة الحلبية القديمة هو شيوع الإطباق (أو التفخيم) حول حروف الاستعلاء خ ص ض غ ط ق ظ وحرف الواو وشيوع التحنيك /ʲ/ (أو الترقيق) حول معظم الحروف الأخرى، وهذا المزيج المتناقض يعطي اللهجة الحلبية الأصيلة وقعا صعبا على الآذان الغريبة غير المعتادة على جزالة اللفظ الحلبي.
مثال: أربعة آلاف واحد /ʔɔrbɔʕt æ:læ:f wɔ:ħɜd/
هذا اللفظ يعبر عن مزيج من ظاهرتين صوتيتين متشابهتين هما الإمالة والتفخيم، حيث يتشابه كل منهما في الرفع ويختلفان في التقديم أوالتأخير.
في لهجة حلب القديمة، الترقيق كان حكرا على أصوات العلة القصيرة فقط أما الأصوات الطويلة فكانت تتم إمالتها إمالة تامة:
أربعة آلاف واحد /ʔɔrbɔʕt ʕe:le:f wo:ħɜd/
وكذلك كان التفخيم تاما لأصوات العلة الطويلة:
باب الصقاق /be:b sˁ-sˁʔo:ʔ/ الأصل «باب الزقاق»
ولكن في اللهجة المعاصرة، فإن الترقيق (نصف الإمالة) ونصف التفخيم يمكن أن يوجد في أصوات العلة الطويلة كما القصيرة، فالعبارة السابقة مثلا تلفظ اليوم:
باب الصقاق /bæ:b sˁ-sˁʔɔ:ʔ/

## النحو
اللهجة الحلبية، كما اللهجات الأخرى، لا إعراب فيها، ولكن بقايا الإعراب توجد في بعض المصطلحات والعبارات.

## الصرف
اعلم أن الكلمة الحلبية اسم وفعل وحرف. فأما أبنية الأفعال فهي:
- فَعَلَ: /fæʔæl/ أو /fɔʔɔl/ حسب حروف الفعل إذا كانت من حروف الاستعلاء أو الاستفال.

مثلا: كتب /kætæb/ بعق /bɔʕɔʔˠ/
- فَعِلَ وفَعُلَ: /fəʔel/

مثلا: عرف /ʔəref/ صغر /sˁəɣer/
- فَعَّلَ: /fæʔʔæl/ أو /fɔʔʔɔl/ حسب حروف الفعل.
- فَاعَلَ: /fe:ʔal/,/fæ:ʔal/ ونادرا جدا /fo:ʔal/,/fɔ:ʔal/. هذه الصيغة خرجت من الاستخدام المنتج.

مثلا: قاتل /ʔˠe:tal/
- أَفَعَلَ: هذه الصيغة خرجت من الاستخدام المنتج وغير المنتج.
- تَفَعَّلَ: /tfæʔʔæl/ أو /tfɔʔʔɔl/ حسب حروف الفعل.
- تَفَاْعَلَ: /tfe:ʔal/,/tfæ:ʔal/ ونادرا جدا /tfo:ʔal/,/tfɔ:ʔal/. هذه الصيغة خرجت من الاستخدام المنتج.
- اِفْتَعَلَ: هذه الصيغة خرجت من الاستخدام المنتج.

إلخ

## مميزات اللهجة الحلبية عن غيرها من اللهجات السورية
بعض الكلمات المستخدمة والأساليب في دمشق غير شائعة في حلب ولكنهم يتشابهون في الكثير من الكلمات.
أمثلة:
| دمشق  | حلب                                  | الفصحى          |
| ----- | ------------------------------------ | --------------- |
| فات   | دخل أو فات                           | دخل             |
| فيني  | بقدر أو فيني                         | استطيع (يمكنني) |
| ليكه  | كهنة أو ليكو (للذكر) وليكها (للأنثى) | ها هي هنا       |
| أواعي | حوييج أو لبس أو غراض                 | ثياب (ملابس)    |
| أبي   | أبوي أو يابا                         | الأب (والدي)    |
| هداك  | هداك                                 | ذاك الشخص       |
| ماما  | يوم                                  | امي             |

من أهم مميزات اللهجة الحلبية هو قلب الألف الممدوة إلى e طويلة (كما في الإنجليزية/الفرنسية: air).
أمثلة: نايم: نييم، تمانية: تمينة، امبارحة: امبيرحة، ماسك: ميسك، إلخ). إن هذه التحويلة من aa إلى ai قد انتقلت إلى اللهجة اللبنانية مع الهجرات التي حصلت من حلب إلى لبنان قبل مئات السنين، وخاصة للمسيحيين الموارنة. وهذا يفسر سبب تشابه اللهجتين في كثير من الأمور.
ولكن فإن هذه التحويلة من aa إلى ai أيضا بدأت تقل في اللهجة الحلبية المعاصرة، ما عدا في الضواحي والمناطق الريفية. ولذلك فإن كثيرا من الكلمات قد بدأت تلفظ على الطريقة الدمشقيّة. (مثال: قديما في اللهجة الحلبية كانت «كتاب» تلفظ «كتيب» وما زال هذا باقيا إلى اليوم في مصطلح «كتب الكتيب»، بينما حديثا فإن غالبية سكان مدينة حلب يقولون «كتاب» وليس «كتيب»، ومثلها «حارس» و«حيرس»، إلخ).
عموما يمكن القول بأن الألف والتاء في جمع المؤنث السالم تلفظ دائما ـات وليس ـيت في الحلبية المعاصرة. مثال: «رفقات» وليس «رفقيت».

## وصلات خارجية
- لغة حلب السريانية
- يوميات حلبي في القرن التاسع عشر
- الحلبيون يتكلمون اللغة السوريانية